# Рибка-боец
„Рибка-боец“ (на английски: Rumble Fish) е американска драма от 1983 година на режисьора Франсис Форд Копола.

## Сюжет
В центъра на филма e младият Ръсти Джеймс (Дилън), лидер на малка младежка банда в индустриален град. Братът на Ръсти, рокерът (Мики Рурк), бившият „цар“ на града, се появява на мястото на криминалното сбиване на бандата на Ръсти и враговете му, които се завръщат след дълго отсъствие. Разсеян, заблуден и загадъчен, рокерът гледа на околните реалности по малко по-различен начин. Когато той е бил лидер на банда и под негово ръководство е бил победен. Но хероинът дойде в града, а бандите са в миналото. Ръсти харесва „романтиката“ на уличните банди. Рокерът като по-голям брат се опитва да повлияе на брат си да „спира да прави глупави неща“. В края на филма рокерът умира в ръцете на полицай заради кражба на бойна риба. Ръсти Джеймс изпълнява последната воля на брат си: той пуска рибката боец в реката и изоставя бандата.

## В ролите
| Изпълнител     | Роля              |
| -------------- | ----------------- |
| Мат Дилън      | Ръсти Джеймс      |
| Мики Рурк      | Рокер             |
| Даян Лейн      | Пети              |
| Денис Хопър    | Бащата            |
| Даяна Скаруид  | Касандра          |
| Винсент Спано  | Стив              |
| Никълъс Кейдж  | Смоуки            |
| Крис Пен       | Би. Джей. Джексън |
| Лорънс Фишбърн | Миджет            |
| Том Уейтс      | Бени              |
| София Копола   | Дона              |

## Награди и номинации
- 1984 — Печели награда ФИПРЕССИ на филмовия фестивал в Сан Себастиан
- 1984 — Печели награда OCIC Award на филмовия фестивал в Сан Себастиан - Франсис Форд Копола
- 1984 — номинация за „Златен глобус“ за най-добра оригинала музика - Стюарт Копланд
- 1984 — номинация на „Млад актьор“ най-добра млада актриса - Даян Лейн